# David L. Grange

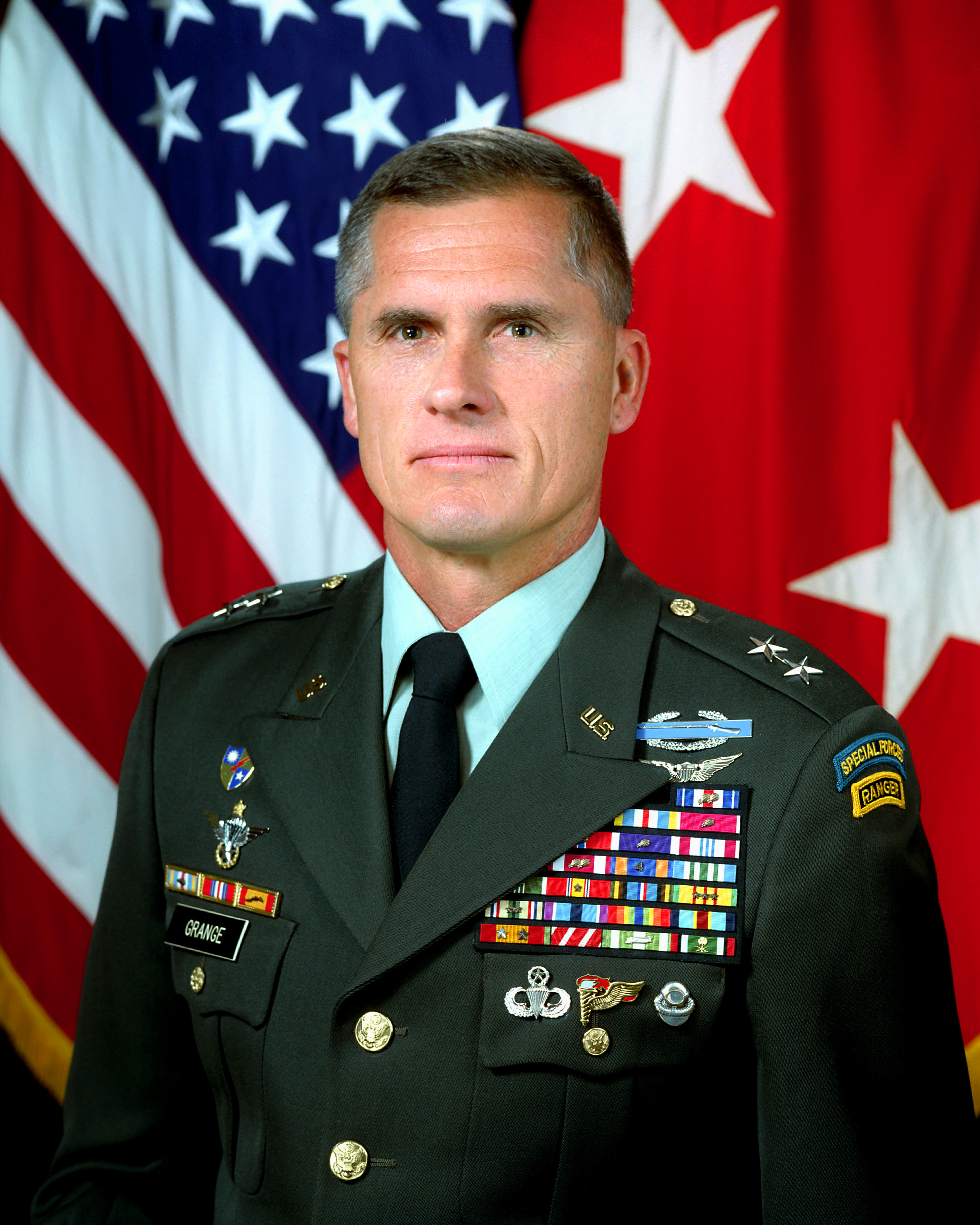
David L. Grange (1996)

David L. Grange (* 29. Dezember 1947 auf Long Island, New York City, New York) ist ein pensionierter Generalmajor der United States Army. Er war unter anderem Kommandeur der 1. Infanteriedivision.
David L. Grange ist ein Sohn von David E. Grange Jr. (1925–2022), einem Generalleutnant der US-Army. Er studierte an der University of North Georgia und wurde anschließend als Leutnant in das US-Heer aufgenommen. Zwischen 1969 und 1999 durchlief er anschließend alle Offiziersränge bis zum Zweisterne-General. Im Verlauf seiner militärischen Karriere absolvierte David verschiedene militärische Kurse. Dazu gehörten unter anderem das Marine Corps Command and Staff College, das National War College und der britische British SAS Course in Hereford in England.
Gleich zu Beginn seiner Laufbahn wurde er bis 1972 zwei Mal im Vietnamkrieg eingesetzt. Später wurde er zum Piloten ausgebildet und der 158. Aviation Brigade (Flieger) zugeteilt. Zwischen 1978 und 1980 war er Kompaniechef im 1. Bataillon des 75. Ranger-Regiments. Im April 1980 war er an dem gescheiterten Unternehmen Operation Eagle Claw zur Befreiung amerikanischer Geiseln im Iran beteiligt. Im Jahr 1982 meldete er sich freiwillig zur Spezialeinheit Delta Force. Während der US-Invasion in Grenada kommandierte er eine Schwadron dieser Einheit. Im Jahr 1987 wurde er nach Südkorea versetzt, wo er Bataillonskommandeur im 503. Infanterie-Regiment war. Anschließend war er Stabsoffizier beim United States Army Special Operations Command.
Danach wurde er stellvertretender Kommandeur der Spezialeinheit Delta Force. In dieser Eigenschaft kommandierte er während des Zweiten Golfkriegs eine Sondereinheit. In den Jahren 1991 bis 1993 war er Kommandeur des 75. Ranger-Regiments und danach stellvertretender Leiter des United States Army Special Operations Command. Daran schloss sich eine Versetzung nach Deutschland an, wo er Stabsoffizier bei der 3. Infanteriedivision wurde. Von Juli 1997 bis August 1999 kommandierte David Grange die 1. Infanteriedivision in Deutschland und gleichzeitig die Task Force Eagle in Bosnien und Herzegowina. In dieser Eigenschaft war er für die US-Truppen in Nordmazedonien und im Kosovo verantwortlich. Im Jahr 1999 beendete er seine militärische Laufbahn.
Nach seinem Ausscheiden aus dem aktiven Militärdienst engagierte sich David Grange auf verschiedenen Gebieten. Er verfasste unter anderem eine Denkschrift zur Verbesserung militärischer Strukturen. Er war Vizepräsident der McCormick Foundation in Chicago. Dann engagierte er sich in der Pharmaindustrie, indem er führende Positionen bei einigen Pharmaunternehmen einnahm bzw. einnimmt. Er ist auch als Berater tätig. Zudem kommentiert er im Fernsehen gelegentlich aktuelle Ereignisse. Seine Frau Holly geborene Getz saß als Mitglied der Republikanischen Partei für einige Zeit im Repräsentantenhaus von North Carolina.

## Orden und Auszeichnungen
David Grange erhielt im Lauf seiner militärischen Laufbahn unter anderem folgende Auszeichnungen:
- Combat Infantryman Badge
- Defense Superior Service Medal
- Silver Star
- Legion of Merit
- Bronze Star Medal
- Meritorious Service Medal
- Air Medal
- Joint Service Commendation Medal
- Army Commendation Medal
- Joint Meritorious Unit Award
- Valorous Unit Award
- National Defense Service Medal
- Armed Forces Expeditionary Medal
- Vietnam Service Medal
- Southwest Asia Service Medal
- Humanitarian Service Medal
- Army Service Ribbon
- Overseas Service Ribbon
- Gallantry Cross (Südvietnam)
- Vietnam Staff Service Medal (Südvietnam)
- Vietnam Campaign Medal (Südvietnam)
- Kuwait Liberation Medal (Saudi-Arabien)
- Purple Heart